# Panônia Valéria
A Panônia Valéria (português brasileiro) ou Panónia Valéria (português europeu) ou simplesmente Valéria, também chamada de Valéria Ripense, foi uma província romana tardia criada em 296 durante a reforma administrativa do imperador Diocleciano (r. 284–305) na região da Panônia. Ela era parte da antiga província da Panônia Inferior e sua capital era Sopianae (Pécs). O território da província incluía partes da moderna Hungria e da Croácia.
Seu território se estendia ao longo do Danúbio a partir de Altino (Mohács) até Brigécio (Szőny). Era governada por um presidente e o duque em Aquinco comandava a II Adiutrix.
A Valéria foi cedida aos federados hunos por Teodósio II, permanecendo nominalmente sob jurisdição romana até à ascensão do Reino Ostrogodo no século V, que conquistou a região.